# Выла
Вы́ла (чув. Выл, Вылă) — река, правый приток Суры, протекает по территориям Аликовского и Ядринского районов Чувашии.

## Физико-географическая характеристика
Исток реки находится на стыке Шумерлинского, Красночетайского и Аликовского районов в 16 км к северо-востоку от города Шумерля (по другим данным — исток в лесах северной части Шумерлинского района, в 3 км юго-западнее деревни Тури-Выла). Река течёт на север, затем поворачивает на северо-запад. В верхнем течении образует границу Красночетайского и Аликовского районов, в нижнем течении течёт по Ядринскому району. Устье реки находится в 54 км по правому берегу реки Суры ниже города Ядрин у деревни Сареево. Длина реки — 60 км, площадь водосборного бассейна — 899 км².
Режим Вылы характеризуется высоким весенним половодьем с резким подъёмом уровней с началом снеготаяния, менее интенсивным спадом и устойчивой меженью, прерываемой в отдельные годы дождевыми паводками в летне-осенний период. Устьевая часть реки находится в подпоре от Чебоксарского водохранилища. Уровневый режим устьевой части обусловлен режимом уровней водохранилища и реки Сура. Питание Вылы и её притоков преимущественно снеговое (80 %), остальную часть составляют дождевое и грунтовое. Объём весеннего стока составляет 70 %, летне-осеннего — 22 %, зимнего — 8 % годового стока. Минимальные среднемесячные расходы реки в летне-осенний период наблюдаются преимущественно в июле-августе. Среднемноголетняя мутность воды 300—400 г/м³.
Долина реки плотно заселена, крупнейшие населённые пункты на берегах — село Большая Выла, деревни Тури-Выла, Выла, Сириккасы, Кивой, Большие Атмени (Аликовский район); деревни Нижние Яуши, Симекейкасы, Лапракасы, Малое Чурашево (Ядринский район).
Продольное падение реки — 101,4 м. Имеет 28 притоков.

## Притоки (км от устья)
- 5,6 км: река без названия, у с. Пошнары (лв)
- 8,8 км: река Ошмашка (пр)
- 13 км: река Штранга (пр)
- 19 км: река Мочкаушка (лв)
- 20 км: река Ербаш (пр)
- 28 км: река Арбашка (лв)
- 33 км: река Хоршеваш (лв)
- река Шумшевашка (пр)
- река Шланашка (лв)

## Данные водного реестра
По данным государственного водного реестра России относится к Верхневолжскому бассейновому округу, водохозяйственный участок реки — Сура от устья реки Алатырь и до устья, речной подбассейн реки — Сура. Речной бассейн реки — (Верхняя) Волга до Куйбышевского водохранилища (без бассейна Оки).
Код объекта в государственном водном реестре — 08010500412110000040315.

## Хозяйственное значение
Воды реки и её притоков используются для орошения сельхозугодий, полива огородов и водопоя скота, в противопожарных и рекреационных целях и как приёмники сточных вод.
С начала XIX века была известна Вы́льская (Выльско-заводская пристань) — пристань при впадении Вылы в Суру около деревни Сареево в нескольких километрах ниже Ядрина. Ранее с пристани Вылы отправляли вниз по течению: хлеба, лесные строительные материалы.

## В культуре
- Река упоминается в гимне Аликовского района Чувашии «Между Сормой и Вылой» (чув. Сурӑмпала Выла хушшинче; слова — Александр Галкин, музыка — Юрий Кудаков).
- На берегах реки Вылы разворачиваются события романа Геннадия Артемьева «Жизнь Ивана Кукши»[6].